# Ma'loula

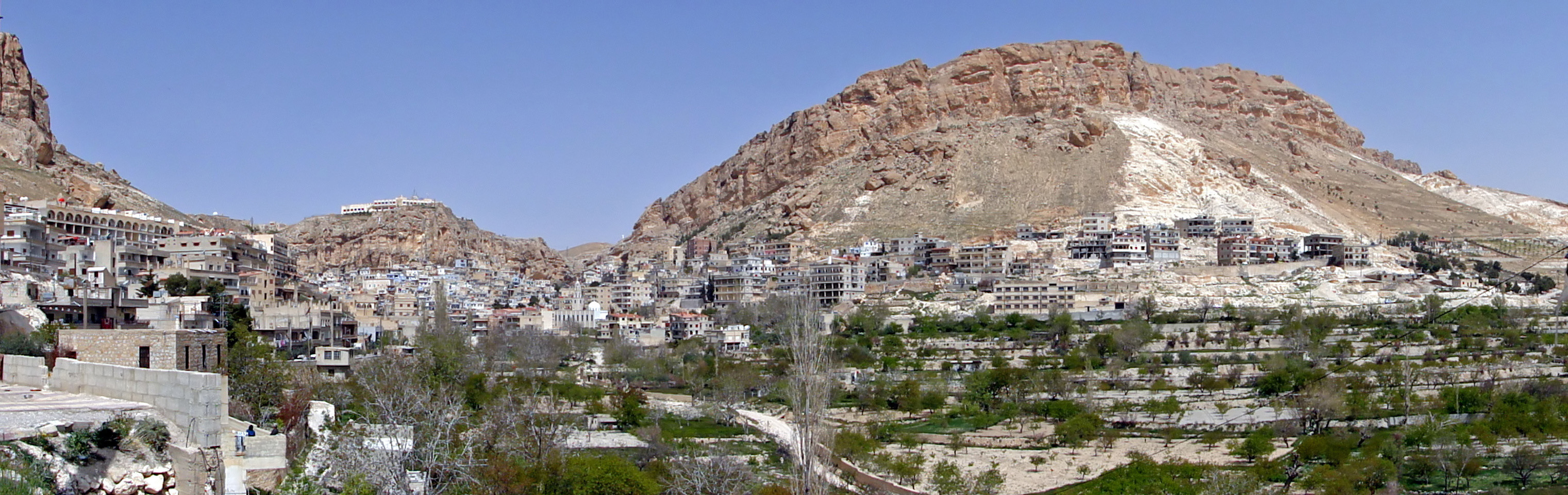
Vy över Ma'loula.

Ma'loula (arabiska معلولا) är en ort som är belägen i bergen i västra Syrien, 56 km nordöst om huvudstaden Damaskus. Folkmängden uppgick till 2 762 invånare vid folkräkningen 2004. Orten, som är belägen i provinsen Rif Dimashq, är mestadels känd för att tillsammans med grannsamhällena Bakh'a och Jubb'adin vara de enda kvarvarande platserna på jorden där man fortfarande talar ett västarameiskt språk. Detta nyarameiska språk är en ättling till ett västarameiskt språk som var nära till det språket som Jesus talade (Galilee-dialekten).[källa behövs]
I Ma'loula finns både kristna (ortodoxer och katoliker) och muslimer. Det är inte bara den kristna delen av befolkningen som talar västarameiska, också den muslimska delen talar språket.